# San Francisco Warriors 1968-1969
La stagione 1968-69 dei San Francisco Warriors fu la 20ª nella NBA per la franchigia.
I San Francisco Warriors arrivarono terzi nella Western Division con un record di 41-41. Nei play-off persero la semifinale di division con i Los Angeles Lakers (4-2).

## Risultati
| Squadra                | V  | P  | %    | GB |
| ---------------------- | -- | -- | ---- | -- |
| Los Angeles Lakers     | 55 | 27 | 67,1 | -  |
| Atlanta Hawks          | 48 | 34 | 58,5 | 7  |
| San Francisco Warriors | 41 | 41 | 50,0 | 14 |
| San Diego Rockets      | 37 | 45 | 45,1 | 18 |
| Chicago Bulls          | 33 | 49 | 40,2 | 22 |
| Seattle SuperSonics    | 30 | 52 | 36,6 | 25 |
| Phoenix Suns           | 16 | 66 | 19,5 | 39 |

## Roster
| N° | Naz.                   | Ruolo | Sportivo       | Anno | Alt. | Peso \|\| |
| -- | ---------------------- | ----- | -------------- | ---- | ---- | --------- |
| 12 | Stati Uniti (bandiera) | G     | Ron Williams   | 1944 | 191  | 85        |
| 15 | Stati Uniti (bandiera) | G     | Bobby Lewis    | 1945 | 191  | 79        |
| 16 | Stati Uniti (bandiera) | G     | Al Attles      | 1936 | 183  | 79        |
| 21 | Stati Uniti (bandiera) | G     | Jim King       | 1941 | 188  | 79        |
| 22 | Stati Uniti (bandiera) | A     | Bill Turner    | 1944 | 201  | 100       |
| 23 | Stati Uniti (bandiera) | GA    | Jeff Mullins   | 1942 | 193  | 86        |
| 31 | Stati Uniti (bandiera) | GA    | Joe Ellis      | 1944 | 198  | 79        |
| 35 | Stati Uniti (bandiera) | AC    | Rudy LaRusso   | 1937 | 201  | 100       |
| 42 | Stati Uniti (bandiera) | AC    | Nate Thurmond  | 1941 | 211  | 102       |
| 43 | Stati Uniti (bandiera) | AC    | Clyde Lee      | 1944 | 208  | 93        |
| 50 | Stati Uniti (bandiera) | A     | Bob Allen      | 1946 | 206  | 93        |
| 54 | Stati Uniti (bandiera) | C     | Dale Schlueter | 1945 | 208  | 102       |

## Staff tecnico
- Allenatore: George Lee
- Vice-allenatore: Al Attles
- Preparatore atletico: Dick D'Oliva